# Peter Wienand
Peter Wienand (* 27. Juni 1946 in Dortmund; † 20. Februar 2024 in Berlin) war ein deutscher Diplomat.

## Leben
Peter Wienand legte 1967 sein Abitur ab. Von 1968 bis 1972 studierte er Wirtschaftswissenschaften, Politikwissenschaft und Soziologie sowie Pädagogik. Nach dem Ersten Staatsexamen schloss er 1977 seine Promotion ab. Ein Jahr später trat er in den Höheren Auswärtigen Dienst ein.
Nach der Attachéausbildung von 1978 bis 1980 an der Diplomatenschule in Bonn-Ippendorf war Wienand von 1982 bis 1985 Ständiger Vertreter an der Deutschen Botschaft Kathmandu (Nepal). Von 1985 bis 1987 war er im Auswärtigen Amt in Bonn beschäftigt. Von 1987 bis 1990 war Wienand Ständiger Vertreter an der Botschaft in Khartum (Sudan), bevor er von 1990 bis 1993 das Amt des Ständigen Vertreters an der Botschaft Colombo (Sri Lanka) innehatte.
Nach einer Zeit im Auswärtigen Amt von 1993 bis 1996 war Wienand von 1996 bis 2001 deutscher Botschafter in Bischkek (Kirgisistan). Die nächste Auslandsverwendung führte ihn von 2001 bis 2003 als Ständigen Vertreter an die deutsche Botschaft in Seoul (Südkorea). Von 2003 bis 2006 war Wienand Botschafter in Cotonou (Benin). Seit Juli 2006 vertrat er die Bundesrepublik Deutschland als Botschafter in Laos und wurde nach seiner Versetzung in den Ruhestand im Oktober 2011 von Robert von Rimscha, dem bisherigen Chef des Planungsstabes im Auswärtigen Amt, abgelöst.
Peter Wienand war verheiratet.

## Schriften
1. Peter Wienand: Der „geborene“ Rebell. Rudolf Rocker – Leben und Werk. Karin Kramer Verlag, Berlin 1981[2]
2. Peter Wienand und Michael Wirbelauer: Lachen links, Heiterkeit rechts. Vergnügliches aus dem Bundestag. Droste Verlag, Düsseldorf 1974